# Komisja Szkolna Ziemi Radomskiej
Komisja Szkolna Ziemi Radomskiej (KSZR) – komisja szkolna powołana 20 sierpnia 1915 przez czynniki społeczne, tzw. Komitet Obywatelski.
Przejęła władzę nad szkolnictwem  początkowo w samym Radomiu (jako Komisja Szkolna dla miasta Radomia), a potem na całej Ziemi Radomskiej - w ciągu miesiąca od opuszczenia Radomia przez administrację rosyjską (20 lipca 1915) po 84 latach jej stałej obecności (od upadku powstania listopadowego w 1831).
W tym samym czasie powstały podobne Komisje: Komisja Szkolna w Kielcach, Rada Szkolna Ziemi Lubelskiej, Rada Szkolna Ziemi Piotrkowskiej.
23 lutego 1917 KSZR podporządkowała się Departamentowi Wyznań Religijnych i Oświaty Tymczasowej Rady Stanu. Ostatnie zebranie komisji odbyło się 27 września 1917.

## Skład zarządu
- Maksymilian Skotnicki - przewodniczący KSZR, prezes Towarzystwa Kredytowego Ziemskiego
- ks. Józef Rokoszny - wiceprzewodniczący KSZR, kanonik katedry sandomierskiej
- inż. Jan Dąbski - sekretarz KSZR
- Zofia Węglińska - skarbnik KSZR, nauczycielka

Od grudnia 1915 przewodniczącym KSZR był jej dotychczasowy wiceprzewodniczący ks. Józef Rokoszny.

## Szefowie wydziałów
- I Wydział Szkół Średnich - Prosper Jarzyński
- II Wydział Seminarium Nauczycielskiego - Józef Rokoszny
- III Wydział Szkół Ludowych Miejskich - Tadeusz Wędrychowski
- IV Wydział Szkół Ludowych Wiejskich - Władysław Pruszak
- V Wydział Uniwersytetu Ludowego - Stanisława Wronicka
- VI Wydział Szkół Zawodowych - A. Popkiewicz, E. Paschalski
- VII Wydział Wychowania Przedszkolnego - Maria Gail
- VIII Wydział Statystyczny - Maciej Glogier
- IX Wydział Finansowy - Bolesław Epstein
- X Wydział Naukowo-Pedagogiczny - Józef Rokoszny
- XI Wydział Archiwalny i Biblioteczny - Stanisław Józef Elżanowski
- XII Wydział Zajęć Pozaszkolnych - Jan Dębski